# Burrito (vehículo)

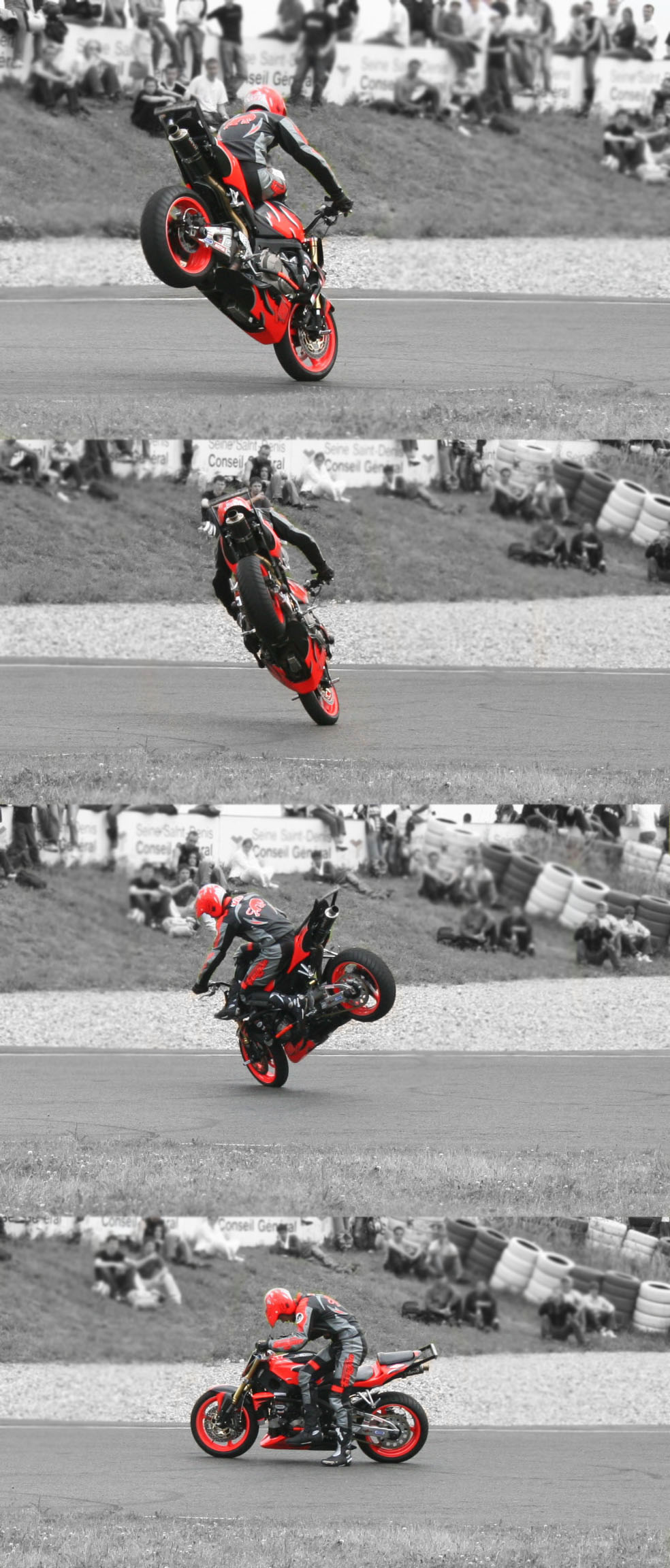
Burrito con giro de 180 de Duke (campeón de Francia) durante el Stunt Bike Show, en Carole Racetrack.

El burrito (llamado así por ser la maniobra contraria al caballito y emular a un burro dando una coz con sus patas traseras), también llamado caballito invertido, simplemente invertido, o stoppie, en inglés, es un truco de motocicleta y bicicleta en el que se levanta la rueda trasera aplicando bruscamente el freno delantero y luego, reduciendo con cuidado la presión del freno, permitiendo conducir durante una corta distancia sobre la rueda delantera.
En el mundo del ciclismo el burrito tiene también otros nombres, además de los ya mencionados, como endo, o nose manual.

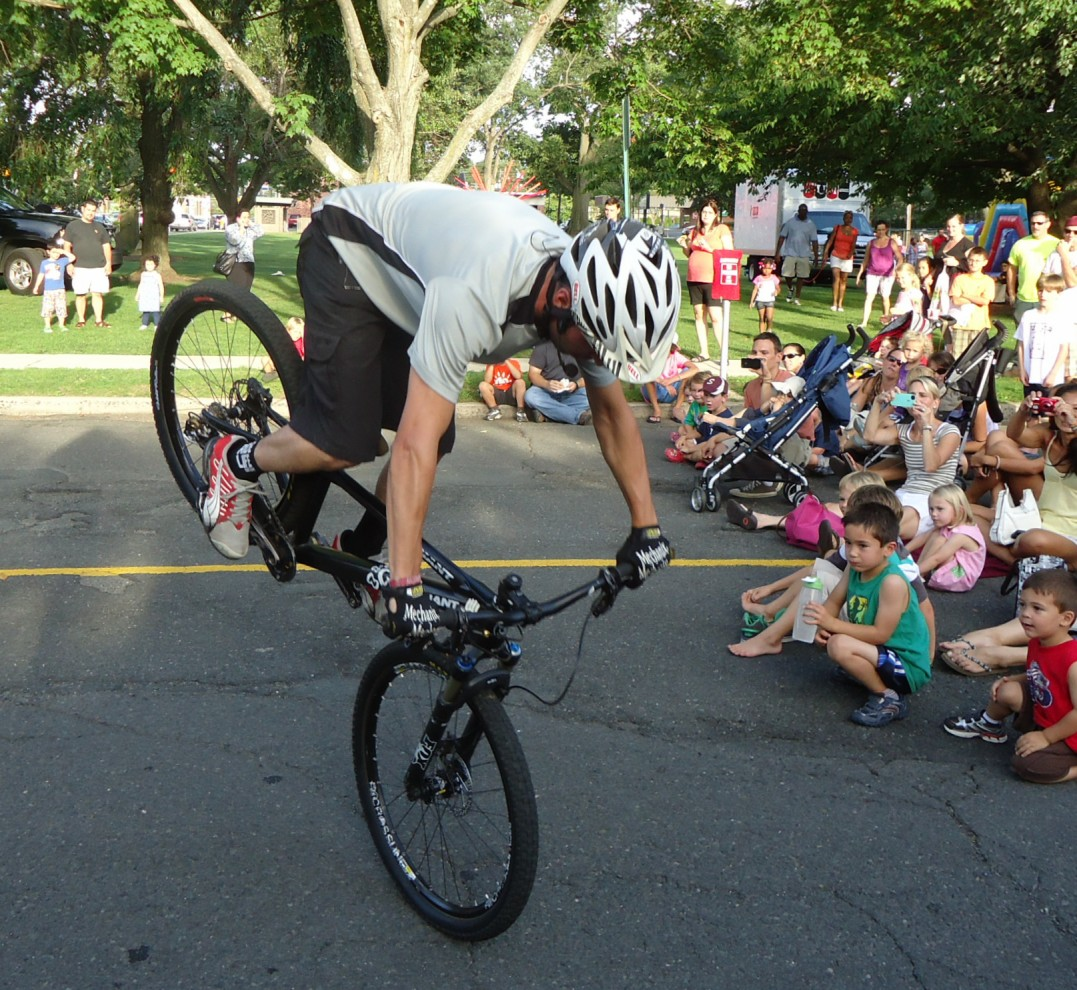
Un burrito con una bicicleta de montaña.

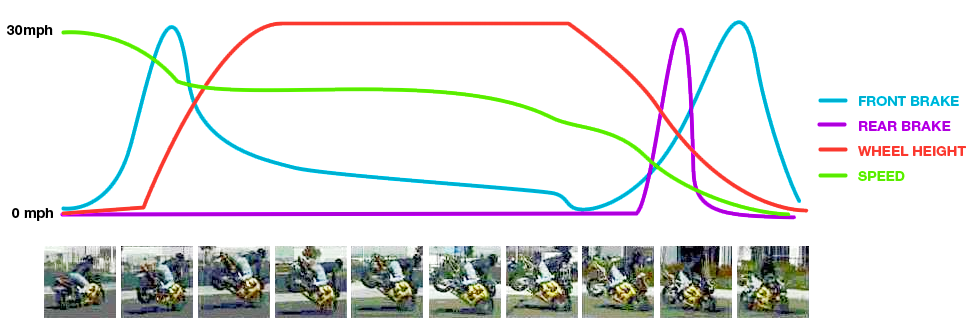
Diagrama que ilustra la ejecución de un burrito de forma segura en una moto de carreras.